# Coupe Memorial 1922
Navigation
Édition précédente Édition suivante
La finale de l'édition 1922 de la Coupe Memorial se joue au Shea's Amphitheatre de Winnipeg au Manitoba. Le tournoi est disputé dans une série au meilleur de deux rencontres entre le vainqueur du Trophée George T. Richardson, remis à l'équipe championne de l'est du Canada et le vainqueur de la Coupe Abbott remis au champion de l'ouest du pays. L'association canadienne de hockey amateur désirant économiser de l'argent, oblige le champion du Trophée Richardson, le Aura Lee de Toronto à affronter le War Veterans de Fort William basé plus près de Winnipeg. Fort William remporte la rencontre en mort subite par la marque de cinq à trois. 

## Équipes participantes
- Le War Veterans de Fort William, en remplacement du Aura Lee de Toronto de l'Association de hockey de l'Ontario qui remporta le Trophée George T. Richardson.
- Les Pats de Regina de la Ligue de hockey junior du sud de la Saskatchewan en tant que vainqueurs de la Coupe Abbott.

### Résultats
Le War Veterans de Fort William remportent la Coupe en gagnant 8 buts contre 7 en deux rencontres.
|  | War Veterans de Fort William | 5-4 | Pats de Regina | Winnipeg |

|  | War Veterans de Fort William | 3-3 | Pats de Regina | Winnipeg |

## Effectifs
Voici la liste des joueurs du War Veterans de Fort William, équipe championne du tournoi 1922 :
- Dirigeant et Entraîneur : Stan Bliss.
- Joueurs : Walter Adams, Johnny Bates, Jerry Bourke, Ted D'Arcy, Chic Enwright, Alex Phillips, Fred Thornes, Clark Whyte.